# Liliane Fonds
Het Liliane Fonds is een organisatie die sinds 1980 jaarlijks 85.000 tot 95.000 kinderen in circa 30 landen in Afrika, Azië en Latijns-Amerika steunt. Het gaat specifiek om kinderen met een handicap, die geen toegang hebben tot gezondheidszorg, onderwijs en de arbeidsmarkt. 

## Ontstaan
In 1976 bezocht Liliane Brekelmans-Gronert (1929-2009) voor het eerst in bijna 40 jaar haar geboorte-eiland Sumatra (Indonesië). Ze werd getroffen door een toevallige ontmoeting met Agnes, een jonge Indonesische die net als zijzelf als gevolg van polio een handicap had aan haar benen. Ze was door haar familie achtergelaten bij een weeshuis. Liliane en haar man verzamelden ruim 100 gulden en stuurden het op naar de zusters van het weeshuis waar Agnes verbleef. Zo kon het weeshuis een naaimachine aanschaffen, zodat Agnes, maar ook de andere meisjes met een handicap die in het weeshuis woonden, leerden werken met de machine. Na Agnes volgden andere kinderen en op 14 maart 1980 werd Stichting Liliane Fonds opgericht. Liliane (Lieke) Brekelmans-Gronert, oprichtster van het Liliane Fonds, is 16 februari 2009 op 79-jarige leeftijd overleden.

## Werkwijze
Het Liliane Fonds werkt in circa dertig landen samen met landelijke, strategische partnerorganisaties. Deze strategische partnerorganisaties werken op hun beurt samen met lokale organisaties als revalidatiecentra en andere medische instellingen. Deze instellingen leveren hulp op maat. Het doel van het Liliane Fonds is om op deze manier de inclusie van gehandicapte kinderen in de landen zelf te verankeren.

## Ambassadeurs
Het Liliane Fonds heeft enkele ambassadeurs die zich inzetten om het Fonds meer bekendheid te geven.
- Fedja van Huêt
- Jetta Klijnsma
- Monique Velzeboer